# Halkirk, Alberta
Halkirk är en ort i Kanada. Den ligger i provinsen Alberta, i den centrala delen av landet, 2 700 km väster om huvudstaden Ottawa. Halkirk ligger 832 meter över havet och antalet invånare är 121.
Terrängen runt Halkirk är platt. Trakten runt Halkirk är nära nog obefolkad, med mindre än två invånare per kvadratkilometer.. Närmaste större samhälle är Castor, 19,6 km öster om Halkirk.
Trakten runt Halkirk består till största delen av jordbruksmark.